# Carona (Lombardie)

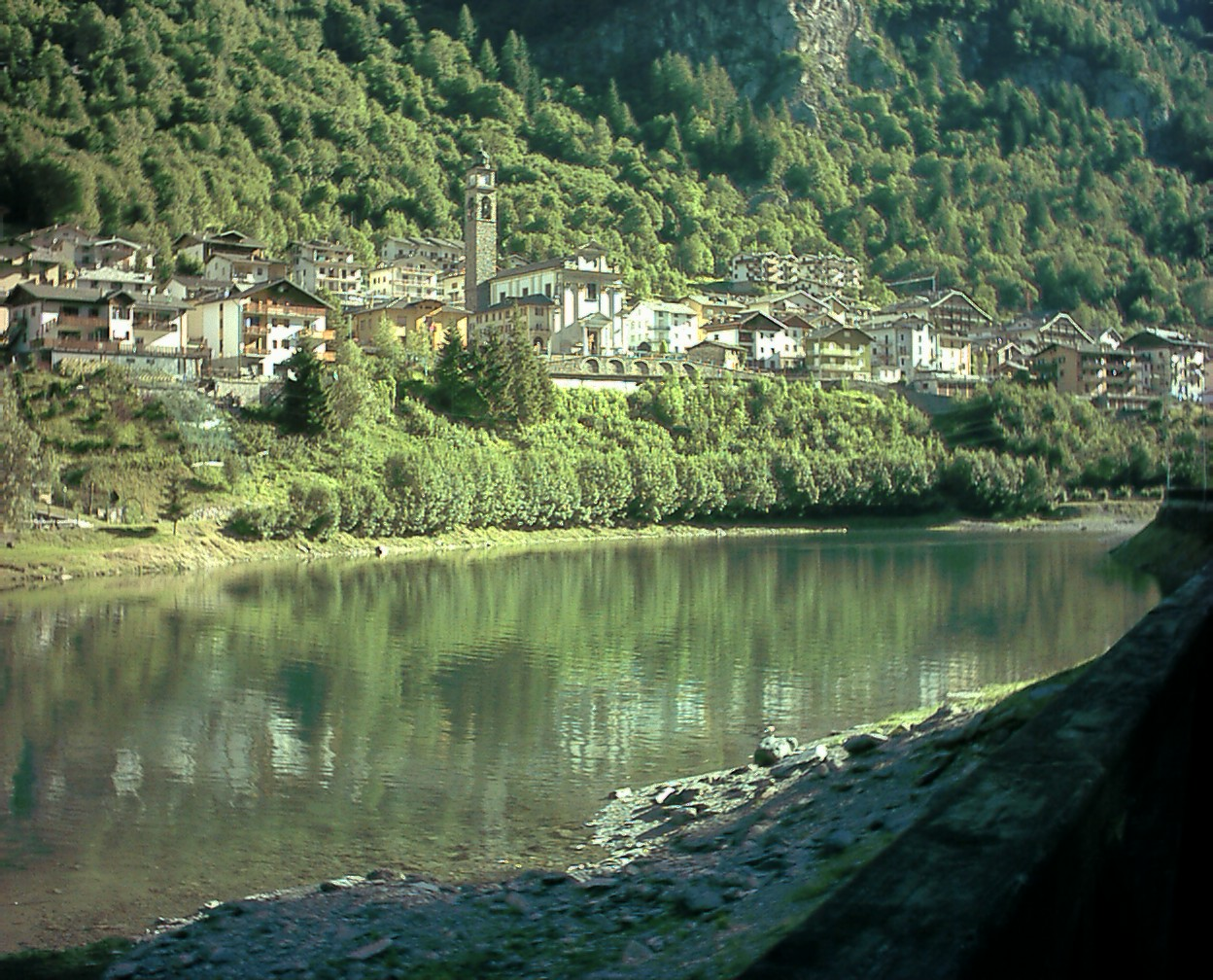
Corona a její jezero

Carona je komuna (obec) v provincii Bergamo v italském regionu Lombardie, která se nachází asi 80 kilometrů severovýchodně od Milána a asi 35 kilometrů severně od Bergama.
Carona sousedí s následujícími obcemi: Branzi, Caiolo, Foppolo, Gandellino, Piateda, Valbondione, Valgoglio, Valleve.